# Santo Domingo (Chile)
Santo Domingo, llamado también Rocas de Santo Domingo, es una ciudad, comuna y balneario del litoral central de Chile. Está ubicada en la ribera sur de la desembocadura del río Maipo en el océano Pacífico, en la provincia de San Antonio, Región de Valparaíso.
Este balneario es famoso por sus rocas, su playa de tres olas y de arenas oscuras, su club de golf, y las numerosas y grandes casas de veraneo, muchas de las cuales tienen vista al océano Pacífico. Su playa, de 20 kilómetros de extensión, es la mayor del Litoral Central. En el roquerío de La Puntilla se encuentra la milenaria Piedra del Sol, o Intihuatana, que dice haber sido símbolo de adoración de los incas. La comuna es mayoritariamente rural. Y también es lugar de tradiciones huasas.
Clima
Santo Domingo tiene un clima mediterráneo, con veranos cálidos y secos e inviernos fríos y lluviosos. La temperatura promedio en verano es de 25 °C, mientras que en invierno es de 10 °C.

## Historia
El nombre del balneario proviene de la orden de los dominicos, sus primeros propietarios durante los tiempos de la Colonia.[cita requerida] El origen del balneario es reciente y singular. Donde solo había dunas, cardos y conejos, los empresarios Carlos Cariola, Alfredo Bouey y Ernesto Bozo comenzaron su edificación. Por razones de topografía y clima, Rocas de Santo Domingo fue creado según el modelo del balneario de Palos Verdes, en el litoral de Los Ángeles, California, EE. UU. Los arquitectos Smith Solar y Smith Miller se encargaron de su desarrollo arquitectónico y urbanístico. Hicieron plantar bosques y árboles de ornamento, los que se regaron durante años con fudres arrastrados por bueyes. En 1942 se ofrecieron a la venta los primeros mil sitios de 1000 m² cada uno, donde pronto se levantaron grandes casas, mansiones y jardines.
La municipalidad de Santo Domingo se creó bajo el artículo 4° de la Ley N.º 8.409 del 21 de enero de 1946. El Acta inaugural data del día domingo 17 de febrero del mismo año. Ese día sesiona la Junta de vecinos de Santo Domingo – en sesión extraordinaria – con asistencia del Señor Arturo Phillips, Demetrio Chacón, Ernesto Boso y Osvaldo Martínez. Excusó su asistencia el Regidor Renato Marquezado. Presidió el alcalde Arturo Phillips quien dio cuenta de que el Ejecutivo, por Decreto N.º 317 del 17 de enero de 1946, crea la primera Junta de Vecinos compuesta, además del alcalde, por Osvaldo Marquezado para hacerse cargo de la Administración Comunal hasta que entrara en funciones la Municipalidad de Santo Domingo, dando origen así a la Comuna de Santo Domingo.
Posteriormente los pioneros crearon el Club de Golf y más tarde el Club de Jardines, y aún hoy se preocupan del incremento y protección de áreas verdes y espacios públicos, cuidando de mantener siempre un tránsito vehicular acorde con la quietud del balneario.
Consta con seguridad ciudadana y en temporada de verano la PDI se incluye en el balneario para complementar el programa de protección del exclusivo balneario. Adicionalmente, existe una Subcomisaría de Carabineros de forma permanente durante todo el año.

## Geografía

### Geomorfología
La comuna de Santo Domingo se encuentra emplazada en la unidad geomorfológica de Planicie marina o fluviomarina;
La comuna está conformada por diferentes sectores, destacando como urbano el balneario de Rocas de Santo Domingo y como rurales a El Convento, Bucalemu, San Enrique, San Guillermo, Horizonte del Mar, Bucalemito, Salinas y Portales, entre otros. La comuna de Santo Domingo comprende la costa sur de la boca del río Maipo, con la mayor playa del litoral central (20 km de extensión). Hacia el interior limita con la ruta que va hasta la localidad de La Boca, desembocadura del río Rapel. Este sector no tiene cerros altos, pues la cordillera de la costa aquí desaparece entre lomas bajas y onduladas. La ribera está bordeada de acantilados de arenisca compuesta y con estratos visibles de conchuelas, lo que indica su origen de plataforma marina emergida. Hacia el interior predominan las tierras de rulo costino.
Una gran playa de 20 km se extiende a lo largo del litoral del balneario de Rocas de Santo Domingo hasta Punta de Toro, junto a la boca del estero El Yali. Posee arenas oscuras y finas y un mar de tres olas, bueno para la pesca de orilla y los deportes acuáticos. Muy expuesta a los vientos de SW y con grandes formaciones de dunas, vegas y lagunas, además de una “salina” en explotación. Recorridos a pie o a caballo es uno de los atractivos paseos del balneario. Playa solitaria de difícil acceso desde la carretera, solo accesible a pie por el balneario.

### Clima
presenta según la clasificación climática de Köppen clima mediterráneo de lluvia invernal (Csb) y clima mediterráneo de lluvia invernal e influencia costera (Csb (i)) esto conlleva a una gran nubosidad con veranos secos y tibios e inviernos húmedos y templados con una temperatura media anual de 12.9 °C. Su clima es altamente influenciado por la fría Corriente de Humboldt, la cual modera las temperaturas en verano e invierno, haciendo que la Amplitud térmica anual sea atenuada. En julio, el mes más frío, la temperatura media es de 10,2 °C, mientras que en el verano asciende a más de 15 °C. Las temperaturas muy raras veces sobrepasan los 25 °C . Las precipitaciones se concentran en otoño e invierno, siendo el mes más lluvioso junio (120.9 mm); el total anual promedio de precipitaciones es de 485.5 mm. 
| Parámetros climáticos promedio de Aeródromo de Santo Domingo (SCSN) - (75 m.s.n.m) | Parámetros climáticos promedio de Aeródromo de Santo Domingo (SCSN) - (75 m.s.n.m) | Parámetros climáticos promedio de Aeródromo de Santo Domingo (SCSN) - (75 m.s.n.m) | Parámetros climáticos promedio de Aeródromo de Santo Domingo (SCSN) - (75 m.s.n.m) | Parámetros climáticos promedio de Aeródromo de Santo Domingo (SCSN) - (75 m.s.n.m) | Parámetros climáticos promedio de Aeródromo de Santo Domingo (SCSN) - (75 m.s.n.m) | Parámetros climáticos promedio de Aeródromo de Santo Domingo (SCSN) - (75 m.s.n.m) | Parámetros climáticos promedio de Aeródromo de Santo Domingo (SCSN) - (75 m.s.n.m) | Parámetros climáticos promedio de Aeródromo de Santo Domingo (SCSN) - (75 m.s.n.m) | Parámetros climáticos promedio de Aeródromo de Santo Domingo (SCSN) - (75 m.s.n.m) | Parámetros climáticos promedio de Aeródromo de Santo Domingo (SCSN) - (75 m.s.n.m) | Parámetros climáticos promedio de Aeródromo de Santo Domingo (SCSN) - (75 m.s.n.m) | Parámetros climáticos promedio de Aeródromo de Santo Domingo (SCSN) - (75 m.s.n.m) | Parámetros climáticos promedio de Aeródromo de Santo Domingo (SCSN) - (75 m.s.n.m) |
| Mes                                                                                | Ene.                                                                               | Feb.                                                                               | Mar.                                                                               | Abr.                                                                               | May.                                                                               | Jun.                                                                               | Jul.                                                                               | Ago.                                                                               | Sep.                                                                               | Oct.                                                                               | Nov.                                                                               | Dic.                                                                               | Anual                                                                              |
| ---------------------------------------------------------------------------------- | ---------------------------------------------------------------------------------- | ---------------------------------------------------------------------------------- | ---------------------------------------------------------------------------------- | ---------------------------------------------------------------------------------- | ---------------------------------------------------------------------------------- | ---------------------------------------------------------------------------------- | ---------------------------------------------------------------------------------- | ---------------------------------------------------------------------------------- | ---------------------------------------------------------------------------------- | ---------------------------------------------------------------------------------- | ---------------------------------------------------------------------------------- | ---------------------------------------------------------------------------------- | ---------------------------------------------------------------------------------- |
| Temp. máx. media (°C)                                                              | 20.6                                                                               | 20.5                                                                               | 19.7                                                                               | 18.4                                                                               | 16.7                                                                               | 15.5                                                                               | 14.8                                                                               | 15.5                                                                               | 16.3                                                                               | 17.4                                                                               | 18.3                                                                               | 19.7                                                                               | 17.8                                                                               |
| Temp. media (°C)                                                                   | 15.7                                                                               | 15.7                                                                               | 14.8                                                                               | 13.1                                                                               | 12.0                                                                               | 11.0                                                                               | 10.2                                                                               | 10.6                                                                               | 11.2                                                                               | 12.1                                                                               | 13.2                                                                               | 14.7                                                                               | 12.9                                                                               |
| Temp. mín. media (°C)                                                              | 10.7                                                                               | 10.8                                                                               | 9.8                                                                                | 7.8                                                                                | 7.3                                                                                | 6.5                                                                                | 5.5                                                                                | 5.7                                                                                | 6.0                                                                                | 6.8                                                                                | 8.1                                                                                | 9.7                                                                                | 7.9                                                                                |
| Precipitación total (mm)                                                           | 0.2                                                                                | 2.3                                                                                | 6.8                                                                                | 20.9                                                                               | 92.7                                                                               | 120.9                                                                              | 106.8                                                                              | 77.3                                                                               | 35.8                                                                               | 13.9                                                                               | 6.3                                                                                | 1.6                                                                                | 485.5                                                                              |
| Fuente: Dirección Meteorológica de Chile, Mapa climático 2018                      |                                                                                    |                                                                                    |                                                                                    |                                                                                    |                                                                                    |                                                                                    |                                                                                    |                                                                                    |                                                                                    |                                                                                    |                                                                                    |                                                                                    |                                                                                    |

### Hidrología
La comuna se halla entre las cuencas hidrográficas de Costeras entre el río Maipo y río Rapel, río Maipo y río Rapel. Además, la comuna posee diversos cuerpos de agua, entre los que se destacan la laguna Cabildo, laguna Colejuda, laguna de Matanzas, laguna del Rey, laguna Grande y laguna Maura.

## Medio ambiente

### Componentes bióticos

Trazado simplificado de los ecosistemas y cuerpos de agua presentes en la comuna de Santo Domingo.

Dentro del territorio de la comuna se puede encontrar el siguiente ecosistema:
- Bosque espinoso mediterráneo costero donde predominan Acacia caven y Maytenus boaria (Vulnerable)

### Medidas de protección ambiental y conflictos socioambientales
Hasta 2022, la comuna de Santo Domingo cuenta con las siguientes zonas que poseen algún nivel de protección ambiental:
- Cuenca Estero El Yali (Sitios ERB)[11]
- Dunas de Santo Domingo -Llolleo (Sitios ERB)[12]
- Estuario Río Maipo (Sitios ERB)[13]
- Estuario Río Rapel (Sitios ERB)[14]
- Estuario Tricao Peumo (Sitios ERB)[15]
- Humedal el Yali (Sitio Ramsar)[16]
- Humedal Mediterráneo El Yali (Sitios ERB)[17]
- Islote Pupuya (Sitios ERB)[18]
- La Boca de Navidad (Sitios ERB)[19]
- Las Brisas Topocalma (Sitios ERB)[20]
- Reserva Nacional El Yali (Reserva Nacional)
- río Maipo (Sitios ERB)[21]
- río Rapel (Sitios ERB)[22]
- Santuario de la Naturaleza Humedal Río Maipo (Santuario de la Naturaleza)[23]

## Administración

### Municipalidad

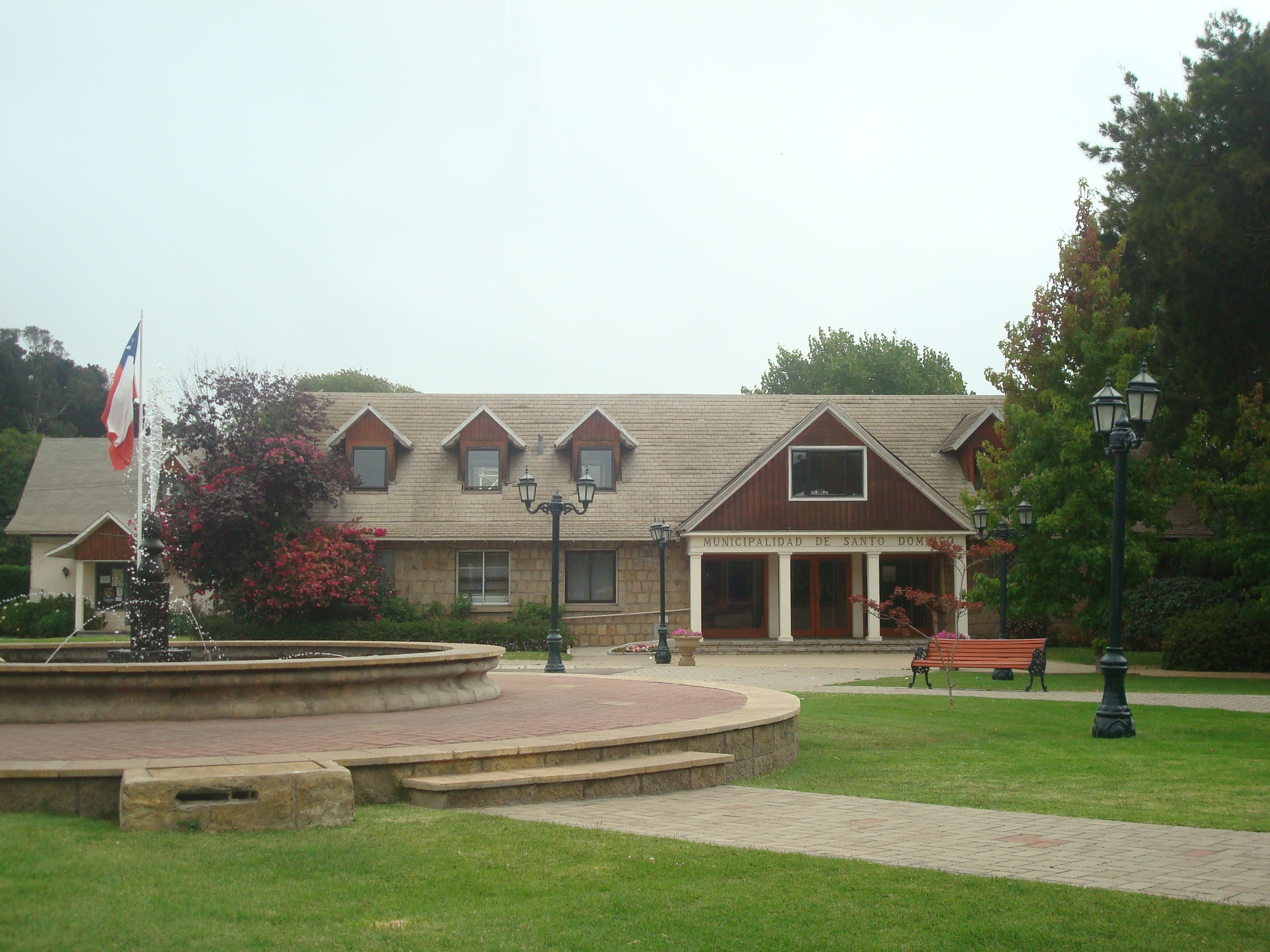
Edificio consistorial de la Municipalidad de Santo Domingo.

La Municipalidad de Santo Domingo para el periodo 2024-2028 es dirigida por el alcalde Fernando Rodríguez Larraín Ind/(UDI) y el concejo municipal conformado por los concejales:
- Cristina Alejandra Huerta Farias (IND/RN)
- Claudio Nuñez Agüero (UDI)
- Germán Mayo De Goyeneche (IND/REP)
- Carla González León (Evopoli)
- Felipe Leandro Soto Abarca (IND - PR)
- Fabiola Ivonne Contreras Fuentes (DC)

### Representación parlamentaria
Santo Domingo forma parte de la circunscripción senatorial VI y del distrito electoral 7. Es representada en la Cámara de Diputados del Congreso Nacional por los siguientes diputados:
- Andrés Celis Montt (Renovación Nacional)
- Hotuiti Teao Drago (IND - EVO)
- Tomás De Rementería Venegas (IND - PS)
- Tomás Ignacio Lagomarsino Guzmán (IND - Partido Radical)
- Luis Fernando Sánchez Ossa (Partido Republicano de Chile)
- Jorge Brito Hasbún (Revolución Democrática)
- Camila Ruzlay Rojas Valderrama (Comunes)
- Luis Alberto Cuello Peña y Lillo (Partido Comunista de Chile)

En el Senado, la representan:
- Kenneth Pugh Olavarría (IND - RN)
- Francisco Chahuán Chahuán (RN)
- Ricardo Lagos Weber (PPD)
- Isabel Allende Bussi (PS)
- Juan Ignacio Latorre Riveros (RD)

## Economía
En 2018, la cantidad de empresas registradas en Santo Domingo fue de 1.991. El Índice de Complejidad Económica (ECI) en el mismo año fue de -0,52, mientras que las actividades económicas con mayor índice de Ventaja Comparativa Revelada (RCA) fueron Cultivo de Cebada (224,65), Fabricación de Motores y Turbinas, excepto para Aeronaves, Vehículos y Motocicletas (53,14) y Elaboración de Vinagres, Mostazas, Mayonesas y Condimentos en General (37,03).

## Cultura
Durante los meses de enero y febrero, Santo Domingo se convierte en un punto de encuentro cultural con diversas actividades. Destacan los Encuentros Musicales de Rocas de Santo Domingo, donde se realizan conciertos de música clásica y popular en los dos últimos viernes de enero y los dos primeros de febrero. Además, se lleva a cabo la Expo Verano, organizada por la Agrupación Cultural de Santo Domingo y patrocinada por la municipalidad, que incluye exposiciones de arte, escultura, fotografía, orfebrería y actividades como sesiones de cine, foros temáticos, concursos literarios y talleres infantiles.
En marzo, el Rodeo comunal toma protagonismo, siendo organizado por el municipio para promover las tradiciones chilenas. Las competencias se desarrollan en la Medialuna El Convento, ubicada en el sector del mismo nombre. Esta medialuna fue construida por el abogado y empresario Álvaro Baeza con el fin de preservar las tradiciones y fomentar el deporte huaso, siendo considerada una de las mejores instalaciones en Chile para la práctica del rodeo.

## Lugares de interés

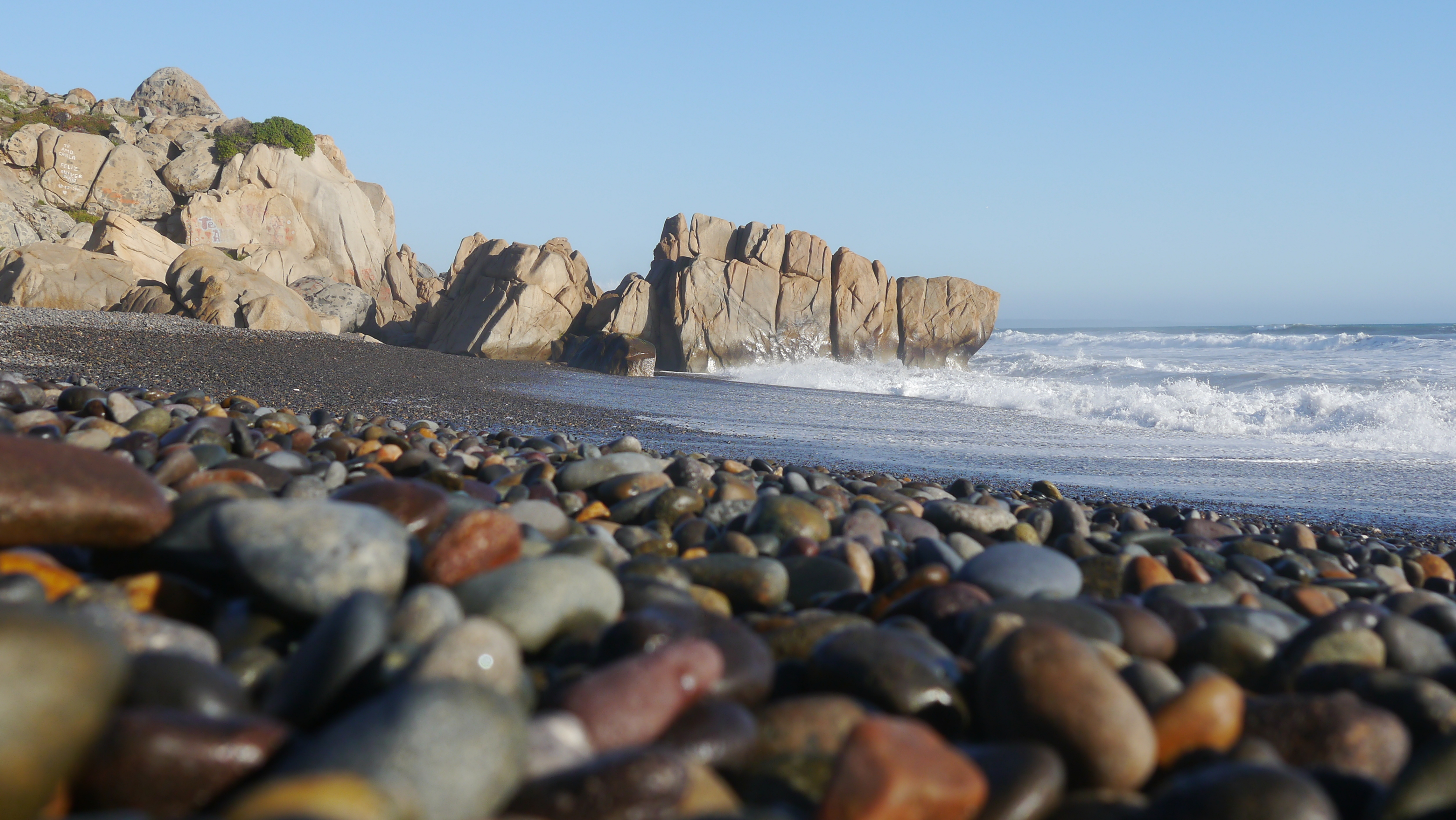
Rocas de Santo Domingo.

Uno de los puntos más visitados de Santo Domingo es la Plaza de las Flores, ubicada cerca de la playa. Popularmente conocida como "Plaza del hoyo" debido a su estructura hundida, los visitantes deben descender una serie de escalones para acceder a ella. Durante las vacaciones de invierno y verano, la plaza se convierte en el escenario de diversas actividades.
El balneario también ha visto un crecimiento en infraestructura turística, con modernos condominios como los edificios del Paseo del Mar, el Conjunto Habitacional Santa María del Mar, y el Condominio Las Brisas de Santo Domingo, ubicado a 8 km por la Ruta de la Fruta. 
Entre los eventos deportivos, destaca el Abierto Internacional de Golf que se realiza en la segunda quincena de enero, organizado por el club de golf de Santo Domingo. En los meses de verano, además de las actividades culturales, se realizan eventos deportivos como la cicletada, la duatlón y la maratón. 

## Medios de comunicación
Dentro de las emisoras de señal televisiva se encuentra Canal 2 de TV, señal abierta para toda la provincia de San Antonio, que cuenta con señal HD y frecuencia en VTR, siendo la misma sociedad propietaria de Radio Chilena FM (101.3) y Radio Sabor (101.9). Además de Canal 7 en señal abierta Girovisual. También se puede ver en el canal 101 de cable VTR, y está asociado a CNN Chile. Sus departamentos de prensa están ubicados en Isla Negra, Y su señal es de cobertura provincial, abarcando desde las comunas de Algarrobo hasta Santo Domingo.

### Radio
- 88.3 MHz Estilo FM
- 88.7 MHz Radioactiva
- 89.1 MHz Inicia Radio
- 89.7 MHz Radio Infinita
- 90.5 MHz Radio Carnaval
- 90.9 MHz Radio Disney
- 91.5 MHz ADN Radio Chile
- 92.3 MHz El Conquistador FM (Red Norte)
- 92.9 MHz Radio Nuevo Mundo
- 93.3 MHz Radio Cooperativa
- 93.9 MHz Radio Armonía
- 94.3 MHz Corazón FM
- 94.7 MHz Radio Pudahuel
- 95.7 MHz Radio Tu Música
- 96.1 MHz Radio Integración
- 96.5 MHz  Sensación FM
- 96.7 MHz Radio Costanera
- 97.5 MHz Radio Vacaciones
- 98.3 MHz El Conquistador FM (Nacional)
- 99.1 MHz 13c Radio
- 100.3 MHz Radio Carolina
- 100.9 MHz FM Dos
- 101.3 MHz Chilena FM
- 101.9 MHz Sabor FM
- 102.5 MHz Positiva FM
- 103.1 MHz Sensación FM Señal Costa
- 104.3 MHz Romántica FM
- 104.9 MHz La Bruja FM
- 106.1 MHz Radio Bío-Bío
- 107.9 MHz Radio Vida Nueva

## Ciudades hermanadas
- Palos de la Frontera, Huelva